# Abdallah Mahdi
Abdallah Mahdi (né le 23 août 1888 à Béjaïa (anciennement Bougie sous l'Algérie française), mort le 25 mars 1973 à Villeneuve-sur-Lot, Lot-et-Garonne) est un ancien sénateur de Constantine sous la Quatrième République française.

## Mandat
- 1952-1959 : Sénateur de Constantine